# Производство кукурузы в Сальвадоре
Производство кукурузы в Сальвадоре — составная часть сельского хозяйства и одна из важных отраслей экономики Сальвадора.

## История
Кукуруза исторически является одной из главных пищевых культур в стране, но она выращивается не на экспорт, а для внутреннего потребления. Племена индейцев пипилей, населявшие большую часть территории в границах современного Сальвадора, выращивали кукурузу с применением искусственного орошения полей ещё до появления здесь испанских конкистадоров. В дальнейшем, кукуруза являлась одной из главных пищевых культур как для обитавших в регионе индейских племён, так и для потомков европейских колонистов.
С 1560 по 1821 год территория Сальвадора входила в генерал-капитанство Гватемала. Поскольку здесь не было найдено золота и серебра, основой экономики стало сельское хозяйство с применением энкомьенды, долгового рабства и других методов феодальной эксплуатации. С начала XVII века началось использование труда негров-рабов, которых ввозили из Африки.
В 1824 году рабство было отменено. После распада Соединённых провинций Центральной Америки и провозглашения независимости Сальвадора в 1841 году, во второй половине XIX века началось расширение кофейных плантаций, сопровождавшееся обезземеливанием крестьян, во время правления президента Р. Сальдивара (1876-1885) было ликвидировано общинное землевладение индейцев. В конце XIX — начале XX века из безземельных батраков начинает формироваться сельскохозяйственный пролетариат. 
Ещё перед началом первой мировой войны отмечалось, что "почва в общем плодородна, но по большей частью обработана". В дальнейшем, в связи с продолжавшимся ростом населения, возник "земельный голод", вынуждавший часть крестьян переселяться в малонаселённые приграничные районы Гондураса или эмигрировать в другие страны мира.
Мировой экономический кризис 1929—1933 годов тяжело отразился на экономике Сальвадора: цены на кофе, дававший в то время 90 % экспортной продукции страны, упали в 3,6 раза — с 44 до 12 колонов за кинталь («стандартный мешок», 46 кг). В результате, разорились многие предприниматели и производители, безработица стала массовой, повсеместно снизилась заработная плата (для государственных гражданских служащих — на 30 % к 1932 году), но и её выплачивали не своевременно и не полностью. При этом, на всей территории страны имел место стремительный рост общеуголовной преступности. В таких условиях в январе 1932 года произошло массовое восстание крестьян, жестоко подавленное правительственными силами. Военное положение в стране было отменено только в 1941 году.
13 декабря 1960 года Сальвадор, Гватемала, Гондурас, Коста-Рика и Никарагуа подписали соглашение о создании организации «Центральноамериканский общий рынок» с целью ускорить экономическое развитие путём объединения материальных и финансовых ресурсов, устранения торгово-таможенных ограничений и координации экономической политики.
Однако ситуацию в отрасли существенно осложнил экономический кризис конца 1950-х — начала 1960-х годов. Рабочее движение в стране активизировалось. В 1962 году сбор кукурузы составил 175 тыс. тонн. В октябре 1962 года и в 1963 году правительство отменило многие положения трудового законодательства, после этого в 1963-1964 гг. в стране имели место массовые забастовки, в которых участвовали железнодорожники, текстильщики, государственные служащие и работники плантаций. На юге страны имели место вооружённые столкновения полиции с крестьянами, требовавшими аграрной реформы.
В 1968/1969 гг. сбор кукурузы составил только 51 тыс. тонн. 29 июля 1969 года, после окончания войны с Гондурасом, Организация американских государств наложила экономические санкции на Сальвадор. В период с июня по сентябрь 1969 года в страну вернулось около 100 тысяч беженцев, ранее проживавших в Гондурасе. В сентябре 1969 года ураган "Франселин" причинил ущерб сельскому хозяйству. Положение в стране осложнилось, выросла безработица, обострились социальные противоречия.
В 1974 году сбор кукурузы составил 336 тыс. тонн.
После начала гражданской войны 1980—1992 гг. положение в стране осложнилось, площадь обрабатываемых земель сократилась и урожай снизился. После войны началось восстановление экономики, в 1992 году кукуруза оставалась одной из основных сельскохозяйственных культур.
7 мая 1995 года Сальвадор вступил во Всемирную торговую организацию.
В 1998 году наводнение и ураган «Митч» нанесли значительный ущерб экономике страны (в том числе, пострадали посевы кукурузы).

## Современное состояние
В 2001 году основой экономики страны оставалось сельское хозяйство (25 % ВВП), в котором было занято 40 % трудоспособного населения, при этом большая часть крестьян была безземельными. Основным экспортным товаром по-прежнему являлось кофе (обеспечивавшее 45 % валютных поступлений), но кукуруза оставалась одной из главных культур.
Кукурузу выращивают в основном на северо-западе и восточном побережье страны. В 2013 году сбор кукурузы составил 901,6 тыс. тонн.